# Niente paura, c'è Alfred! (singolo)
Niente paura, c'è Alfred!  è il sessantanovesimo singolo discografico di Cristina D'Avena, pubblicato nel 1990. Il brano era la sigla della serie animata omonima, scritta da Alessandra Valeri Manera su musica e arrangiamento di Carmelo Carucci. Sul lato b è incisa la versione strumentale.

## Edizioni
Entrambi i brani sono stati inseriti nella compilation Fivelandia 8 e in numerose raccolte.

## Tracce
Lato A
1. Niente paura, c'è Alfred! – 3:03 (Alessandra Valeri Manera-Carmelo Carucci)

Durata totale: 3:03
Lato B
1. Niente paura, c'è Alfred! (strumentale) – 3:03 (Alessandra Valeri Manera-Carmelo Carucci)

Durata totale: 3:03